# Отсо Лійматта
Етсо Урго Ееміль Лійматта (фін. Otso Urho Eemil Liimatta; нар. 10 липня 2004) — фінський футболіст, півзахисник португальського клубу «Фамалікан», який на правах оренди виступає за шведський «Вернаму».

## Клубна кар'єра

### «Оулу»
Вихованець клубу «Терваріт». У вересні 2020 року підписав контракт з «Оулу». 28 травня 2021 року у віці 16 років дебютував за «Оулу» в матчі Вейккаусліги проти ГІКа, відзначившись гольовою передачею. Сезон 2021 року провів в складі резервної команди ОЛС в чемпіонаті Какконен.
29 квітня 2022 року в поєдинку проти «Гаки» забив свій перший гол за «Оулу». За підсумками сезону 2022 року визнаний молодим гравцем року за версією Футбольної асоціації Фінляндії.
2023 року разом з «Оулу» дійшов до фіналу Кубка фінської ліги, де його команда в підсумку поступилась ГІКу.

### «Фамалікан»
29 липня 2023 року перейшов у португальский «Фамалікан», підписавши чотирирічний контракт. 11 серпня 2023 року дебютував за нову команду в матчі Прімейра-ліги прои «Браги».

#### Оренда в «Вернаму»
26 липня 2025 року відправився в сезонну оренду в шведський «Вернаму». 27 липня дебютував за нову команду в матчі Аллсвенскан проти «Гаммарбю», вийшовши на заміну Ноа Шамуну. 2 серпня 2025 року в поєдинку проти ГАІСа забив свій перший гол за «Вернаму».

## Кар'єра в збірній
Виступав за збірні Фінляндії до 15, до 16, до 18 і до 19 років.
В березні 2023 року вперше викликаний в збірну Фінляндії до 21 року для участі в товариських матчах проти збірних Північної Македонії та Болгарії. 25 березня в поєдинку з Північною Македонією дебютував за молодіжну збірну Фінляндії.
13 жовтня 2023 року в матчі кваліфікації молодіжного чемпіонату Європи 2025 проти збірної Албанії оформив хет-трик.
В травні 2025 року потрапив в заявку збірної до 21 року на молодіжний чемпіонат Європи в Словаччині. На турнірі провів три матчі, а його команда в підсумку не вийшла з групи.

## Статистика виступів
Станом на 11 серпня 2025 
| Клуб              | Сезон             | Чемпіонат         | Чемпіонат | Чемпіонат | Кубок | Кубок | Кубок ліги | Кубок ліги | Єврокубки | Єврокубки | Інші  | Інші | Всього | Всього |
| Клуб              | Сезон             | Дивізіон          | Матчі     | Голи      | Матчі | Голи  | Матчі      | Голи       | Матчі     | Голи      | Матчі | Голи | Матчі  | Голи   |
| ----------------- | ----------------- | ----------------- | --------- | --------- | ----- | ----- | ---------- | ---------- | --------- | --------- | ----- | ---- | ------ | ------ |
| ОЛС               | 2020              | Какконен          | 1         | 0         | —     | —     | 2          | 2          | —         | —         | —     | —    | 3      | 2      |
| ОЛС               | 2021              | Какконен          | 17        | 3         | —     | —     | —          | —          | —         | —         | —     | —    | 17     | 3      |
| ОЛС               | Всього            | Всього            | 18        | 3         | 0     | 0     | 2          | 2          | 0         | 0         | 0     | 0    | 20     | 5      |
| Оулу              | 2021              | Вейккаусліга      | 9         | 0         | 0     | 0     | —          | —          | —         | —         | —     | —    | 9      | 0      |
| Оулу              | 2022              | Вейккаусліга      | 28        | 5         | 3     | 1     | 0          | 0          | —         | —         | —     | —    | 31     | 6      |
| Оулу              | 2023              | Вейккаусліга      | 16        | 4         | 3     | 3     | 7          | 1          | —         | —         | —     | —    | 26     | 8      |
| Оулу              | Всього            | Всього            | 53        | 9         | 6     | 4     | 7          | 1          | 0         | 0         | 0     | 0    | 66     | 14     |
| Фамалікан         | 2023–24           | Прімейра-ліга     | 12        | 0         | 1     | 0     | 0          | 0          | —         | —         | —     | —    | 13     | 0      |
| Фамалікан         | 2024–25           | Прімейра-ліга     | 5         | 0         | 1     | 0     | 0          | 0          | —         | —         | —     | —    | 6      | 0      |
| Фамалікан         | Всього            | Всього            | 17        | 0         | 2     | 0     | 0          | 0          | 0         | 0         | 0     | 0    | 19     | 0      |
| → Вернаму         | 2025              | Аллсвенскан       | 3         | 2         | 0     | 0     | —          | —          | —         | —         | —     | —    | 3      | 2      |
| Всього за кар'єру | Всього за кар'єру | Всього за кар'єру | 91        | 14        | 8     | 4     | 9          | 3          | 0         | 0         | 0     | 0    | 108    | 21     |

## Досягнення
Особисті
- Команда сезону Вейккаусліги: 2022[25]
- Молодий гравець року за версією Футбольної асоціації Фінляндії: 2022[26]